# Michiel Klein Nulent
Michiel Klein Nulent (Jutphaas, 1972) is een Nederlands schrijver. Hij groeide op in Kapel-Avezaath, een dorpje in de Betuwe. Sinds 2002 woont en werkt hij in Amsterdam.
Klein Nulent studeerde fiscale economie aan de Hogeschool Enschede (tegenwoordig Saxion). Na zijn studie woonde hij enige tijd in het westen van Ierland, met het plan het reisverhaal In Search of Ireland van de reisschrijver H.V. Morton (1930) na te reizen. 
In september 2009 debuteerde hij bij uitgeverij Contact met de roman De tram van half zeven. Het debuut werd zowel genomineerd voor de Academica Debutantenprijs als voor de Selexyz-debuutprijs. Eind januari 2011 verscheen bij Contact een tweede roman, Het koekoeksei, een drama over twee totaal verschillende mannen die zich verliezen in hun eigen dromen. Een belangrijk thema in het werk van Klein Nulent is de eenzaamheid van de moderne mens.